# Laboratoire d'innovation pour les technologies des énergies nouvelles et les nanomatériaux
Le Laboratoire d’innovation pour les technologies des énergies nouvelles et les nanomatériaux (Liten) est un institut de recherche du CEA consacré aux nouvelles technologies de l’énergie et membre de l'Institut Carnot Énergies du futur. Il est principalement basé sur le polygone scientifique de Grenoble, ainsi que sur le campus de l'Institut national de l'énergie solaire (INES) au Bourget-du-Lac. Il compte parmi les plus grands centres de recherche européen dédiés à la transition énergétique.
Ses activités se concentrent sur plusieurs domaines clés : l'énergie solaire, le stockage de l’énergie (avec les batteries et l’hydrogène), les systèmes et réseaux d’énergie, les matériaux, le tout dans une logique d'efficacité énergétique et d'économie circulaire. Il adresse de nombreuses applications dans les marchés de la production et la distribution d'énergie, des transports, des procédés industriels, et de l'environnement.

## Domaines d'activité
Le CEA-Liten se focalise sur la production d'énergies renouvelables (EnR), en particulier le photovoltaïque, mais également sur leur stockage, leur conversion et leurs usages dans une démarche globale d’économie circulaire.
Placé parmi les principaux acteurs des pôles de compétitivité régionaux Tenerrdis et Axelera, l’institut conduit également des recherches dans le domaine de l'électronique structurelle en collaboration avec le Leti, autre institut du CEA implanté à Grenoble. Il a aussi accès aux installations proches comme celles de Minatec ou plus largement du campus GIANT. Depuis 2007, le Liten s’est également engagé dans une dynamique de ressourcement et développement partenarial pour renforcer sa place d’acteur majeur de l’innovation des énergies bas carbone en rejoignant un groupe d’une dizaine de laboratoires universitaires pour constituer l’institut Carnot Énergies du futur.

## Missions et applications
Le Liten exerce ses missions principalement dans le domaine des nouvelles technologies pour l'énergie (énergies renouvelables, stockage, systèmes et réseaux) et des nouveaux matériaux, et ses axes de recherche se concentrent plus particulièrement sur :
- Développer des composants solaires photovoltaïques à haute performance, les intégrer dans des systèmes innovants et compétitifs ;
- Imaginer et mettre au point les futures générations de batteries alliant performance, sécurité et durabilité ;
- Concevoir des techniques de production, stockage, transport et conversion pour le déploiement de la filière hydrogène ;
- Concevoir et exploiter des outils numériques pour dimensionner et piloter de manière optimale les systèmes et réseaux d’énergie - électricité, gaz et chaleur ;
- Développer des composants pour la gestion de l’énergie électrique (convertisseurs de puissance) et de l’énergie thermique (génération, conversion et stockage) ;
- Intégrer les principes de l’économie circulaire « réduire, réutiliser, recycler » à l’ensemble de nos développements afin de réduire l’empreinte de la transition énergétique sur les matières premières ;
- Développer des techniques de conversion du CO2 et de ressources carbonées en produits synthétiques d’intérêt pour l’énergie ou la chimie.

Tous les développements du Liten ont vocation à être transférés à l'industrie et déployés à grande échelle, le tout dans un souci de soutenabilité et de préservation des ressources naturelles (matériaux critiques) et avec un faible impact environnemental.
Pour atteindre ces objectifs, l'institut s'appuie sur ses 13 plateformes technologiques, son portefeuille de plus de 1 700 brevets, et mobilise l'expertise d'un millier de chercheurs, techniciens et équipes supports.

## Partenariats et collaborations
Le CEA-Liten signe régulièrement des accords de coopération avec des entreprises ou des institutions liées au secteur de l'énergie.
Un partenariat avec le groupe Swiss Solar System a par exemple été signé en 2009 en vue de la mise au point de modules photovoltaïques intégrant des cellules solaires à hétérojonction.
En 2010, le Liten a signé un contrat avec la société McPhy Energy afin de trouver une solution de stockage de l'hydrogène sous forme solide à l'échelle industrielle,.
De même, un accord de collaboration d'une durée de trois ans a été signé en 2012 avec la société Axiosun, filiale du groupe Sunpartner, afin de développer la deuxième génération de centrale solaire photovoltaïque à basse concentration.
En octobre de la même année, un accord de collaboration a également été signé avec la société UMICORE pour l’aider à développer et optimiser ses nouveaux matériaux pour accumulateurs au Lithium.
En 2013, le Liten crée un laboratoire commun avec la société Atmostat, dans le but de développer une unité de méthanation consacrée aux applications de Power to Gas.
En octobre 2014, le Liten a signé un accord avec la société Prodways afin d'améliorer la recherche sur l’impression 3D et notamment la nano-structuration des matériaux pour en améliorer leurs propriétés,.  Dans cette perspective, le Liten se dote d’une plate-forme entièrement consacrée à l’impression 3D, ainsi que d’une plate-forme de recherche et développement composée d’une chaîne complète d’équipements industriels pour mener l’ensemble du processus de réalisation de ces matériaux à partir de poudres métalliques, céramiques ou magnétiques.
En janvier 2015, le Liten signe un accord de collaboration avec l’équipementier suisse Meyer Burger pour le développement de la technologie photovoltaïque hétérojonction à haut rendement.
Un accord de coopération signé en mai 2015 entre le Liten et l'institut de recherche allemand Fraunhofer ISE a permis de mettre en place un laboratoire commun afin de développer de nouveaux produits photovoltaïques performants à moindre coût et doter ainsi l’industrie européenne d’un avantage compétitif.
En septembre de la même année, un partenariat est également signé avec ENEL Green Power pour le développement de panneaux photovoltaïques hétérojonction dont la toute première ligne européenne de production industrielle sera inaugurée quatre ans plus tard en 2019 à Catane,.
En septembre 2016, le Liten signe un partenariat avec Thales Alenia Space pour le développement de modules photovoltaïques innovants, ultra légers, flexibles et à haut rendement destinés à être intégrés au dirigeable autonome stratosphérique Stratobus TM.
En 2017, un accord de collaboration est signé entre le Liten et l’équipementier Faurecia sur le développement de piles à combustible pour un marché de masse. Début 2018, Le Liten et Hewlett-Packard s’associent pour réinventer la production industrielle grâce à la technologie d’impression 3D HP Multi Jet Fusion,.
En 2018, le Liten s’est également rapproché de la société SAFT dans le cadre d’un projet ADEME sur le développement de nouvelles batteries Li-ion haute densité et Li-ion tout solide.
Le Liten a créé en 2019 avec la société AddUp une plateforme commune pour développer la fabrication additive dans le secteur de l'énergie. Les deux partenaires visent ainsi à lever les verrous technologiques pour atteindre des performances inégalées dans la production de pièces ou de dispositifs métalliques. Une machine FormUp 350 bi-laser a été investie dans le cadre du projet de Hub « FAMERGIE » soutenu par la Région Auvergne Rhône-Alpes et le FEDER. Le Liten participe également aux travaux menés sur la plateforme « Additive Factory Hub » (AFH) du plateau de Saclay en proposant son expertise matériaux en complément de l'expertise CND du List pour contribuer à l'évolution des procédés de fabrication additive métallique. Le CEA se distingue aujourd’hui parmi les plus grands déposants de brevets en fabrication additive au monde.
La même année, l’ITE (Institut pour la Transition Energétique) INES.2S porté par le CEA entre dans une nouvelle phase avec une évolution de ses programmes pour ouvrir les opportunités économiques générées par le développement du solaire à l’industrie française. Cet ITE est né d’un partenariat multilatéral dans un esprit de co-investissement de ses partenaires industriels 2CA, CNR, COLAS et Renault.
En mai 2020, IPVF et le CEA-Liten à l’INES, ont également lancé un programme commun dans le domaine du photovoltaïque. L’objectif de cette collaboration, « Tandem Made in France », est d’accélérer le développement de cellules associant les matériaux pérovskites à la technologie d’hétérojonction de silicium afin de créer un dispositif tandem à haut rendement, transférable à l’échelle industrielle.
En juillet 2020, le CEA-Liten et Symbio - équipementier en systèmes hydrogène filiale de Michelin et Faurecia - renforcent leur relation historique en signant un accord-cadre de collaboration dans le but d’accélérer l’industrialisation de systèmes hydrogène compétitifs au niveau mondial au service de la transition énergétique des transports.

## Créations d’entreprises
Le Liten est aussi à l'origine de la création d'une dizaine de startups dans différents domaines depuis 2010.
La première d'entre elles est ISORG, qui développe des interfaces avec reconnaissance gestuelle en 3D avec des capteurs optiques en électronique organique imprimée. En 2021, la start-up ISORG obtient la certification du FBI pour son capteur d’empreintes digitales, unique au monde.
En 2012, elle est suivie par Hotblock Onboard qui innove grâce à ses matériaux, alliages de silicium développés en coopération avec le Liten pour transformer la chaleur en électricité.
L’année 2013 voit la création de Steadysun, société développant des logiciels de prévision de productibles de systèmes solaires photovoltaïques.
En 2015, c’est la startup Sublimed qui est lancée pour transformer la vie des patients atteints de douleurs chroniques avec un patch de neurostimulation transcutanée flexible et discret.
En 2017 naît PowerUp, de la collaboration entre le CEA-Liten à l’INES et Lumila, pour le développement d’une solution qui prolonge considérablement la durée de vie des batteries lithium grâce à des chargeurs intelligents et facilite leur maintenance prédictive.
La même année est créée SEED-Energy qui évalue grâce à son logiciel Odyssey la rentabilité et la performance environnementale de systèmes multi-énergies et multi-technologies et optimise le dimensionnement de leurs composants et leur stratégie de pilotage.
En mai 2018, le Smart Energy Hub de Sylfen, issu de dix ans de R&D du Liten, permet la conception, l’assemblage et le test de son premier démonstrateur fonctionnel, une solution hybride de stockage de l’énergie utilisant l’hydrogène et de la cogénération à destination des bâtiments. Ce démonstrateur marque une étape clé dans la stratégie de valorisation industrielle de la technologie française d’électrolyse réversible à haute température. En mai 2020, Sylfen s'installe sur le site industriel du Cheylas (Isère). Le 8 octobre 2019 à Bruxelles, au cours de la cérémonie de remise du prix EARTO qui récompense les meilleures innovations de l’année, le Smart Energy Hub avec la technologie rSOC (CEA/Sylfen) a reçu le premier prix dans la catégorie « Impact attendu ».
En 2018 est également créée la startup WATTALPS qui développe et fabrique des batteries lithium haute performance pour les engins de chantier et de manutention, les navires et les véhicules spéciaux.
En janvier 2021, Schlumberger New Energy, le CEA et leurs partenaires Vinci et Vicat annoncent la création de Genvia, une société conjointe de technologie pour la production d’hydrogène décarboné par électrolyse à haute température de la vapeur d’eau.

## Visibilité
En 2010, le Liten a mis au point une pile à combustible pour le projet Zéro CO2, un voilier de 12 mètres de long, dont le moteur auxiliaire, indispensable à toutes les manœuvres de port, est sans rejet de gaz carbonique.
En 2011, le laboratoire bat le record du monde de distance pour une propulsion électrique en équipant un véhicule de batteries lithium ion à base de phosphate de fer qui parcourt 1 280 kilomètres en 24 heures autour de Grenoble.
La localisation du Liten sur le polygone scientifique a favorisé en juin 2015 la mise en service de 21 véhicules électriques fonctionnant avec de l'hydrogène, alimentés par trois stations de recharge d’hydrogène dans la métropole grenobloise dont deux sur la presqu'île (CEA et société Symbio FCell) et une sur le campus d'Air liquide à Sassenage. Le Liten est régulièrement représenté au salon PCIM Europe (Power conversion and intelligent motion) qui se tient chaque année à Nuremberg en Allemagne.
En juillet 2015, les chercheurs du Liten ont développé un prototype de batterie lithium-soufre présenté comme la batterie du futur. En octobre de la même année, une équipe du Liten a démontré qu'il était possible de produire des aimants aux performances comparables à ceux du commerce, en utilisant jusqu’à 30 % de matière recyclée issue d'une fusion.
En 2017, le catamaran à hydrogène Energy Observer, équipé par le Liten se lance dans un tour du monde comportant une centaine d’escales durant les six années de son périple. Le voyage permettra de partir à la rencontre de ceux qui œuvrent pour la transition énergétique et le développement durable. Le chef de ce projet au Liten a reçu en juin 2019 le prix Mission Innovation Champion.
Le 24 novembre 2017, Nicolas Hulot, alors ministre d’État à la transition écologique et solidaire, a confié à la Direction générale de l'Énergie et du Climat (DGEC) et au CEA-Liten la mission de proposer un plan de déploiement de long terme de l’hydrogène pour la transition énergétique. Cette stratégie d’innovation et de déploiement de l’hydrogène en France, demandée par le Gouvernement afin de servir la transition écologique et solidaire et de développer les capacités industrielles françaises, a été présentée par Nicolas Hulot le 1er juin 2018.
En décembre 2017 a été posée à Fos-Sur-Mer la première pierre de Jupiter 1000, un projet de démonstrateur Power to Gas piloté par GRTgaz qui consiste à convertir de l’électricité d’origine renouvelable en un vecteur gaz, hydrogène ou méthane, qui est ensuite injecté dans le réseau de gaz naturel (premier en France).
Dans le cadre du projet Skyways issu d’un partenariat industriel avec Airbus Defence and Space pour le développement d’un drone urbain autonome pour le transport de colis, un 1er vol sur le campus de l’université de Singapour a eu lieu en février 2018. Skyways repose sur le système batterie Plug and Play développé par le Liten pour répondre aux exigences du drone. Dans le domaine des technologies batterie, le Liten est aujourd’hui un pilier de l’innovation française et se place à la 23e place mondiale en matière de dépôts de brevets.
En mai 2018, le Liten et Meyer-Burger, son partenaire équipementier dans la technologie hétérojonction, annoncent la fabrication d’un module photovoltaïque comprenant 72 cellules présentant une puissance record de 410 W, ce qui constitue une première mondiale.
En octobre 2018, Thales Alenia Space annonce la réussite des essais de validation mécanique statique des premiers modules photovoltaïques échelle 1 développés en partenariat avec le Liten destinés au projet StratobusTM, qui évoluera à 20 km d’altitude au-dessus du trafic aérien pour différentes missions d’observation, de surveillance ou de télécommunication sur une durée de 5 ans,.
En 2019, Florence Lambert, directrice du Liten, est nommée chairman de l’édition 2019 de la plus importante conférence européenne dédiée au photovoltaïque, l’European PV Solar Energy Conference and Exhibition.
En mars 2019, une équipe du Liten, en collaboration avec Airbus Defence and Space, a développé une nouvelle technologie de batterie plus performante à coût réduit pour les satellites de télécommunications conçus et fabriqués par Airbus OneWeb Satellites (coentreprise entre Airbus et OneWeb).
Le Liten et NTU (Nanyang Technological University, Singapour), inaugurent le 13 mars 2019, leur laboratoire commun de recherche sur l’économie circulaire. Installé à Singapour, Scarce vise à développer des solutions technologiques pour promouvoir une gestion durable des déchets de produits électriques et électroniques, par une revalorisation des ressources et une réduction des impacts environnementaux.
En mai 2019 un chercheur du Liten a remporté le premier prix des Trophées d’Innovation Recyclage 2018 dans la catégorie innovation académique organisés par Federec, grâce à la mise au point d’un procédé de recyclage des batteries lithium-ions optimisé par voie hydrométallurgique pour dissoudre et séparer les métaux critiques les constituant.  
En aout de cette même année, et en marge de l’entretien entre le Président de la République et le Premier Ministre d’Inde lors de la visite officielle en France de ce dernier, Florence Lambert, alors directrice du Liten, a signé avec le National Institute of Solar Energy (NISE) un accord dans le domaine de l’hydrogène. Dans cet accord d’application, les deux parties conviennent de travailler ensemble dans différents domaines de l’énergie basée sur l’hydrogène et les piles à combustibles, incluant notamment la production d’hydrogène par électrolyse, le développement des capacités de stockage des énergies renouvelables, et des applications en matière de transports.
En janvier 2020, le Liten est présent au CES 2020 pour présenter son projet KIWEE, une solution de mobilité partagée du futur.
En mars 2020, une première preuve de concept de stack à pile à combustible PEMFC de 1 kW avec des composants imprimés a été réalisée au CEA-Liten. Outre la diminution des couts grâce à une production en continu, cette technologie promet une augmentation de la densité de puissance des piles à combustible.
Le Liten à l'INES et Enel Green Power ont atteint en août 2020 un rendement record de 25,0 % (surface active 213 cm2) pour des cellules photovoltaïques à hétérojonction sur plaque silicium de format M2 réalisées sur la ligne pilote industrielle du CEA. Ce résultat de classe mondiale (certifié par CalTeC) confirme la feuille de route technologique développée en partenariat entre Enel Green Power et le CEA sur le campus de l’INES.
En septembre 2020, le Liten rejoint le programme européen SunHorizon qui vise à intégrer dans les bâtiments différentes sortes de pompes à chaleur innovantes, utilisant toutes l’énergie du soleil, thermique et photovoltaïque. Ce même mois, la collaboration entre COLAS et le Liten a franchi de nouvelles étapes-clés avec notamment la commercialisation du Wattway Pack et le développement du marquage lumineux dynamique Flowell. Ce projet commun de route solaire porte sur le développement de nouvelles fonctions directement intégrées à la route, comme la production d'électricité photovoltaïque ou la signalisation horizontale dynamique par l'intégration de LEDs.

## Accès
Le site CEA de Grenoble est desservi par la ligne B du tramway, arrêt "Marie-Louise Paris - CEA" et par les Transisère Express 1 et 2.